# برج الهواريين
بلدية برج الحَورِيِّين أو بُرج الهواريين (بالإسبانية: Alhaurín de la Torre) هي بلدية تقع في مقاطعة مالقة التابعة لمنطقة أندلوسيا جنوب إسبانيا.

## الديموغرافيا
بلغ عدد سكان بلدية برج الحَورِيِّين 36.730 نسمة عام 2011 (وفقاً للمعهد الوطني الإسباني للإحصاء).
| 16.914 | 20.192 | 23.774 | 28.509 | 31.884 | 35.114 | 36.730 |

## أعلام
- ماريا أورتيغا
- خافيير أوكسوا
- ماريا فيغيروا